# Thạch Vĩ
Thạch Vĩ (tiếng Trung: 石偉; bính âm: Shí Wěi; 208 - 290), tự Công Tháo (公操), là quan viên Đông Ngô thời Tam Quốc trong lịch sử Trung Quốc.

## Thời Ngô
Thạch Vĩ quê ở quận Nam, Kinh Châu, thời trẻ hiếu học. Lớn lên, được quận cử mậu tài, nhưng Thạch Vĩ tính cách hiền lương, ngay thẳng, bỏ mặc không nhận.
Năm 258, Tôn Hưu đăng cơ, đặc triệu Thạch Vĩ vào triều. Vĩ làm quan tới chức Quang lộc huân.
Tháng 8 năm 261, Tôn Hưu phái Quang lộc đại phu Chu Dịch, Thạch Vĩ đi đến các địa phía để quan sát phong tục các địa phương, khảo sát thanh liêm của các quan viên, cũng qua đó thấy được sự khó khăn trong đời sống của bách tính, lại ban cho hai người quyền bãi miễn quan viên.
Năm 264, Tôn Hạo đăng cơ. Thạch Vĩ thấy triều đình biến động, lấy cớ tuổi già từ quan, được phong chức Quang lộc đại phu.

## Thời Tấn
Năm 280, Tây Tấn diệt Ngô, tướng Vương Nhung của Tấn có đến thăm hỏi Thạch Vĩ.
Năm 281, Tư Mã Viêm hạ chiếu, triệu Thạch Vĩ vào triều làm nghị lang, trạch 2.000 thạch. Vĩ giả vờ mù, điên, không chịu nhận quan tước của Tấn.
Năm 290, Thạch Vĩ chết, thọ 83 tuổi.

## Trong văn hóa
Thạch Vĩ không xuất hiện trong tiểu thuyết Tam quốc diễn nghĩa của La Quán Trung.